# Kingu
Kingu of Qingu was in de Mesopotamische mythologie een demon. Het was de zoon-echtgenoot (minnaar) van Tiamat, verpersoonlijking van de oeroceaan. Zij wilde hem als oppergod aanstellen.
In haar verschrikkelijke strijd met Marduk streed Kingu aan zijn moeders zijde aan het hoofd van een leger van verschrikkelijke monsters, de Igigi. Tiamat gaf Kingu de drie Tafels van het Lot, en die droeg hij als borstplaat. De drager van de Me was onsterfelijk. Ze gaven hem kracht en verleenden hem de macht over het leger van Tiamat. Maar net als Tiamat werd Kingu uiteindelijk verslagen door Marduk.
Sommige bronnen zeggen dat hij gedood werd door Anu. De rol van de koning als draaispil in het Babylonische scheppingsverhaal wordt beschreven in de Enuma Elisj.
Volgens een traditionele mythe mengde Marduk het bloed (en het verstand) van Kingu met de aarde en gebruikte die klei om er de eerste menselijke wezens mee te maken. Kingu ging toen in de onderwereld wonen, in het onderaardse rijk van Eresjkigal, samen met de andere goden die aan de zijde van Tiamat hadden gestreden.